# 스피어 (건축물)
스피어(영어: Sphere 또는 영어: Sphere at the Venetian Resort)는 미국 네바다주 파라다이스, 라스베이거스 스트립 동쪽에 있는 구(球) 형태의 음악 및 엔터테인먼트 아레나이다. 미국의 건축회사 파퓰러스가 디자인한 이 프로젝트는 2018년 당시 MSG 스피어로 알려진 매디슨 스퀘어 가든 컴퍼니(Madison Square Garden Company)에 의해 발표되었다. 18,600석 규모의 이 공연장은 16K 해상도의 랩어라운드 내부 LED 스크린, 빔포밍 및 파면 합성 기술(Wave field synthesis)이 적용된 스피커, 4D 효과가 있는 몰입형 비디오 및 오디오 성능을 내세우며 홍보하고 있다. 또한 스피어의 외관은 58만 평방피트(54,000m2)의 LED 디스플레이로 덮여 있다. 스피어는 거대한 구 형태로 되어 있으며 높이는 112m(366ft), 폭은 157m(516ft)이다. 스피어 건설 비용은 23억 달러로 라스베이거스에 건설된 엔터테인먼트 공연장 중 단연 최고가를 기록했다.
2019년에 착공하여 2023년에 완공하였으며 2023년 9월 29일, U2의 공연(U2:UV Achtung Baby Live at Sphere)과 함께 개장했다.

## 갤러리
- 하이 롤러 페리스 휠에서 바라본 스피어
- 낮에 촬영한 스피어
- 야간에 촬영한 스피어(야간에는 스피어 전체를 뒤덮은 디스플레이에서 화려한 영상이 틀어진다.)
- 화성의 표면을 비춘 스피어
- U2 공연 홍보 영상